# جوكلين أهوويا
جوكلين أهوويا (بالفرنسية: Jocelyn Ahouéya)، من مواليد 19 ديسمبر 1985 ، لاعب كرة قدم بنيني. وهو يلعب مع نادي سيون السويسري. وهو يلعب مع منتخب بنين لكرة القدم.

## روابط خارجية
- جوكلين أهوويا على موقع الاتحاد الدولي (مؤرشف)  (الإنجليزية)
- جوكلين أهوويا على موقع قاعدة بيانات كرة القدم.إي يو (الإنجليزية)
- جوكلين أهوويا على موقع ناشيونال فوتبول تيمز (الإنجليزية)
- جوكلين أهوويا على موقع عالم كرة القدم.نت (الإنجليزية)